# Johann Carl Otto Jancke
Johann Carl Otto Jancke (* 6. Mai 1804 in Görlitz; † 1. April 1870 ebenda) war ein deutscher Bibliothekar.

## Leben
Jancke war der Sohn des Görlitzer Pastors und Historikers Johann Christian Jancke (1757–1834) und dessen Ehefrau, der Pastorentochter Judith Florentine Mosig. Er studierte ab 1822 Theologie in Breslau und wurde (wohl unmittelbar nach Studienbeginn) im dortigen Corps Silesia Mitglied. 1824 wurde er von der Universität relegiert, später die Strafe in das Consilium abeundi umgewandelt. Nach Fortsetzung des Studiums wurde ihm 1828 die Predigterlaubnis erteilt. 1846 erarbeitete Jancke den ersten Katalog der heutigen Bibliothek des Staatlichen Museum für Naturkunde in Görlitz.
Sein besonderes Verdienst war ab 1848 die Tätigkeit als Herausgeber des Neuen Lausitzischen Magazins. Für diese historische Zeitschrift schrieb er in den Folgejahren außerdem eine Vielzahl von historischen Beiträgen. Einen Schwerpunkt seines Interesses bildete der spätmittelalterliche Görlitzer Bürgermeister und Humanist Johannes Frauenburg. Jancke gehört damit zu den Begründern der modernen Regionalgeschichtsforschung in der Lausitz. Ab 1848 war er Privatgelehrter, Sekretär der Oberlausitzischen Gesellschaft der Wissenschaften und Bibliothekar der naturforschenden Gesellschaft.

## Werke
- M. Frauenburg. In: Neues Lausitzisches Magazin. Band 19, 1841, S. 174–183.
- M. Johannes Frawenburg’s Anweisung, wie sich ein Bürgermeister unter seinem Amacht halten soll. In: Neues Lausitzisches Magazin. Band 23, 1846, S. 1–28.
- Sculteti Registrum Consulum Gorlicensium. In: Neues Lausitzisches Magazin. Band 45, 1869, S. 305–306
- Die Raths-Ordnung in Görlitz vom Jahre 1489, wie sie Bartholomeus Sculteus in seinem Registro Consulum, ex manu propria Frawenburgii, eingetragen, Fortsetzung und Schluß. In: Neues Lausitzisches Magazin. Band 48, 1871, S. 222–246.